# Djeca
Djeca su najmlađi članovi ljudske vrste. Po UN-ovoj Konvenciji o pravima djeteta dijete je svaka osoba mlađa od 18 godina.
Od rođenja do 28 dana života djecu zovemo novorođenčad. U daljem njihovom djetinjstvu razlikujemo rano djetinjstvo (do 6. godine života), srednje djetinjstvo (do 9. godine života) i kasno djetinjstvo (do 12. godine života). Neki razdoblje puberteta isto smatraju djetinjstvom, znači od 1. do 16. godine. O djetetu se brinu njegovi roditelji, obično i starija braća/sestre, djedovi i bake, ostali članovi šire obitelji ili skrbnici.
U mnogim zemljama djeca idu u školu, no, u većini siromašnih zemalja mnogo se djece izrabljuje za rad ili ne idu u školu. Od gladi pati više od 150 milijuna, a godišnje umire oko 3.1 milijuna djece. Konvencija o pravima djeteta donesena je 20. studenog 1989. godine na Generalnoj skupštini Ujedinjenih naroda i na taj se datum svake godine obilježava Svjetski dan djece.
Svjetska rekorderka po broju djece je Ruskinja koja je rodila čak 69 djece koje je nosila u 27 trudnoća. 16 je puta nosila blizance, sedam puta trojke i četiri puta četvorke. Otac s najviše djece je marokanski imperator Moulay Ismail Ibn Sharif koji je imao harem od 500 žena, a otac je čak 1042 djeteta.

## Konvencija o pravima djeteta
Konvencija o pravima djeteta je sporazum kojega su usvojili Ujedinjeni narodi 20. studenoga 1989. Konvenciju je prihvatilo 196 zemalja svijeta, a među njima i Hrvatska. Od svih država članica Ujedinjenih naroda, jedina država koja nije ratificirala konvenciju je SAD.
Konvencija sadrži obaveze koje su države potpisale kako bi zaštitile djecu te zajednički odredile što treba učiniti da bi svako dijete raslo i razvijalo se u odraslu osobu. Drugim riječima, u Konvenciji o pravima djeteta popisana su sva dječja prava koja je djeci potrebno zaštititi i osigurati kako bi rastala zdravo i zadovoljno.
Dječja prava dijele se na prava preživljavanja, zaštitna prava, razvojna prava i prava sudjelovanja.